# 坦干依喀湖
，是中部非洲和東部非洲交界處的一座淡水湖，由东非大裂谷西支艾伯丁裂谷南端断层陷落而成。湖面東西狹、南北長，分屬剛果民主共和國、坦桑尼亚、布隆迪和赞比亚四国，面积32,826.65平方千米，最大水深1470米，是非洲第二大湖，也是世界第二深湖，流域面積約24.5萬平方千米，主要有马拉加拉西河、鲁济济河、卡兰博河注入，湖水經卢库加河西流注入刚果河。屬永久分層深水湖，湖水呈鹼性，湖中有超過450種魚類，大部分為特有種，漁業是周邊居民的主要經濟活動，水運亦十分發達。由於人口增長和氣候變化等因素，坦噶尼喀湖正面臨森林退化、水質污染、過度捕撈等問題。

## 地理
坦噶尼喀湖位于东非大裂谷西支艾伯丁裂谷南端，由断层陷落而成，中部湖盆形成於900萬至1200萬年前，北部湖盆形成於700萬至800萬年前，南部湖盆形成於200萬至400萬年前。湖面海拔774米，平均深度580米，北部湖盆水深1310米，中部湖盆水深655米，南部湖盆最深达1470米，透明度约11米，面积32,826.65平方公里，容積18,940立方公里，是仅次於維多利亞湖的非洲第二大湖，也是仅次於貝加爾湖的世界第二深湖，蓄水量占全球地表液态淡水的17%，西岸的剛果民主共和國占湖泊总面积的45%，東岸的坦桑尼亞占41%，东北岸的布隆迪占8%，西南岸的赞比亚占6%，湖岸线长約1,900公里，湖體南北長達673公里，東西最寬處僅72公里，集水面積約245,000平方千米，有马拉加拉西河从湖的东面注入、鲁济济河从湖的北面注入、卡兰博河从湖的西北面注入，湖水經卢库加河西流注入刚果河，流域年降雨量在820毫米到1600毫米之間，2到5月和9到11月為雨季，6到8月和12到1月为旱季，降雨主要集中在2到5月。

## 水文
坦噶尼喀湖年入湖水量14立方千米，年出湖水量2.7立方千米，水体滞留时间约为440年，换水周期达7000年。湖水呈鹼性，pH值從深度100米以上的9左右逐漸下降到最深處的8.3至8.5，表層水溫在8月初南部湖区的24°C和3到4月的28°C到29°C之間，水溫在深度大於400米後穩定在23.1°C到23.4°C之間。湖泊深处存在缺氧条件，北部湖区70米深以上为有氧区，南部湖区200米以上为有氧区，属永久分层深水湖，表層湖水極度貧營養，尤其是北部湖區，5到9月由东南信风驱动的季节性上升流使得南部湖区生产力较高的温水层上湧和混合，繼續在风力吹动下携帶营养物质向北移动，是维持湖泊食物链的重要机制。

## 生態
坦噶尼喀湖位於東非和西非植物區的分界線上，湖邊生長著西非植物區系特有的油棕，河馬和鱷魚的族群規模龐大，鳥類的物種多樣性亦很高。沿湖有布隆迪的魯濟濟國家公園、赞比亚的恩桑巴國家公園以及坦桑尼亚的馬哈萊山脈國家公園和貢貝溪國家公園。湖區已發現的动植物超過兩千种，其中約600种為特有种，魚類在形态、营养级、遗传及生态上極為丰富，湖中有超過450種魚類，其中約98%的棘鳍类热带淡水鱼為特有種，逾300种慈鲷科鱼类中特有種亦達98%，贝类、蟹类、桡足类和蛭类等无脊椎动物也具有高度的特有性，28种环节动物中17种為特有種，20种线虫中7种為特有種，20种蛭类中12种為特有種，11种扁形虫中7种為特有種，9种海绵中7种為特有種，6种苔藓虫中2种為特有種，68种螺類中45种為特有種，15种双壳類中8种為特有种，兩百多种甲壳类中約一半為特有种。
| - 側扁高身亮麗魚 - 橫帶駝背非鯽 - 細體愛麗魚 - 全顎頜麗魚 |

## 開發
渔业是周边居民的主要经济活动，湖區约有100万人靠捕鱼为生，约有45,000座渔场和800座渔港，渔业生产大多数仍采取传统的非机动独木舟方式，使用的主要渔具为打结网和围网，主要捕捞分布於湖水中上层的坦噶尼喀甲棱鯡和斯氏尖吻鱸，坦噶尼喀湖每年出产20多万吨鱼，为该地区的居民提供了近六成的动物蛋白，其中刚果民主共和国约占捕捞量的50%，坦桑尼亚约占31%，布隆迪约占21%，赞比亚约占7%。湖區水运发达，坦桑尼亚的基戈马和乌吉吉，剛果民主共和國的卡莱米和乌维拉，布隆迪的布琼布拉，赞比亚的姆普隆古是重要湖港，布隆迪的大部分外贸物资和剛果民主共和國的一部分外贸物资由坦噶尼喀湖轉運到坦桑尼亚再經铁路出印度洋，湖區的四個國家於2008年12月成立了坦噶尼喀湖流域管理局，总部位于布隆迪的布琼布拉。

## 環境
坦噶尼喀湖流域林地占60.8%，农田及其他植被混合区占15.9%，水体占15.7%，湿地占2.15%，草地占3.0%，灌叢占1.84%。流域内年人口增长率达到了2.5%至3.1%，受较高的人口密度和人口增长率影响，流域内已因农业耕种、能源开采、伐木等经历了大规模的土地清理，导致侵蚀和入湖的沉积物大量增加，森林砍伐率在流域北部高达100%，在流域中部也在40%至60%之间，清理出的土地主要用于种植棕榈、香蕉、玉米和木薯等农作物以及建造房屋。沿湖仅有一些小规模的工业布局，但因缺少处理城镇污水及固体废弃物的设施，流域内的一些水体污染严重。持续的氣候变暖影響了湖水的季節性對流，造成藻类繁殖的停滞，並縮小了底栖动物的氧合栖息地，再加上过度捕捞，坦噶尼喀湖的单位渔获量出現急剧下降趋势。

## 外部連結
- 维基共享资源上的相關多媒體資源：坦干依喀湖
- 坦噶尼喀湖流域管理局官方網站 （页面存档备份，存于）